# 겐나디 스툐푸시킨
겐나디 스티오푸쉬킨(영어: Gennadi Styopushkin, 1964년 6월 20일 ~ )은 러시아 출신의 축구 선수이다. K리그에서 등록명은 겐나디를 사용하였으며 수비수로 활약하였다.

## 클럽 경력
일화 천마 (현 성남 FC)에 입단하여 1995 시즌-1996 시즌 두 시즌 동안 활약하였으며 안양 LG 치타스 (현 FC 서울)에 1997년 입단하여 1997 시즌 한 시즌 동안 시즌 통산 4경기 0득점-0도움 (정규리그 0경기 0득점-0도움 / 리그컵 4경기 0득점-0도움)의 기록을 남겼다.